# Hermann Georg Dam
Hermann Georg Dam (Berlín (1815-1858) fou un compositor i violinista alemany del Romanticisme.
Fou músic de la capella reial i va escriure lieder, obertures, cantates, els oratoris Hallelujah der Schöpfung i Die Sündfluth, i les òperes Das Fischermädehen (1831), Cola Rienzi, Der Geisterring (1842), i Die Englischen Waaren (1844).